# 法华寺 (北京市报房胡同)
法华寺，位于北京市东城区报房胡同，是一座汉传佛教寺院。

## 历史

### 早年兴衰
法华寺的前身是明朝太监刘通的住宅。明代宗景泰年间，刘通舍宅为寺。明熹宗天启年间，太监姚某重修，该寺已具规模。明末清初世道混乱，该寺接近废弃。清朝乾隆年间，真如禅师“见寺近颓敝，苦心修葺”。真如禅师圆寂后，德悟和尚重修该寺，使“山门佛殿廊庑僧寮之属，无不焕然增丽”。德悟和尚圆寂后，其弟子如元增修该寺建筑，完成了藏经阁等，“自重建楼阁外，若黝垩丹漆以及镌匾悬额，无不金碧交辉，庄严宝重”。
明朝成化七年（1471年），明宪宗敕赐法华寺碑。明朝天启年间重修以后，皇帝又诏赐藏经玺书。清朝德悟和尚在世之时，“长安贵介多与游”，圆寂时“哭灵祭尊者缙绅商贾，素车白马，填塞衢巷”。昭梿《啸亭杂录·卷八》记载，“乾隆中，有法和尚者，居城东某寺，势甚薰赫。所结交皆王公贵客，于寺中设赌局，诱富室子弟聚博，又私蓄诸女伎日夜淫纵，其富逾王侯，人莫敢撄。果毅公阿里衮恶其坏法，乃令番役阴夜逾垣擒之，尽获其不法诸状。阿恐狱缓，为之缓颊者众，乃遍集诸寺僧寮，立毙杖下。逾时要津之托始至，已无及矣，人争快之。至于市井间绘图鬻之，久之未已也。”据震钧《天咫偶闻·卷三》记载，该“城东某寺”即这座法华寺。
第二次鸦片战争期间，咸丰八年四月（1858年6月），清廷派惠亲王绵愉、怡亲王载垣、郑亲王端华办理京城内一切防堵事宜。咸丰十年五月（1860年7月），清廷在京布防，派四员满洲大臣主其事。咸丰十年八月十八日（1860年10月2日），洋兵屯集北京内城朝阳门外，原负责京师巡防事物的文祥协助恭亲王奕訢办理抚局，瑞常、宝鋆接办巡防事宜，正式在法华寺设“京师巡防处”（又称“巡防公局”）。八月二十九日（1860年10月13日），英法联军攻占北京。李慈铭在日记中写道：“闻夷人明日自安定门入至东华门法华寺定和议，内城居人，四出奔避。”又据震钧《天咫偶闻·卷三》记载，“和议既定，诸大臣于此延见洋人，是为京师交涉之始。”

### 清流雅集
咸丰十一年（1861年），法华寺迎来新任住持，法号德澐，字静澜。他“能作大字，颇通文墨，喜交文士”，文人称他为“静澜上人”。静澜是热河（今承德）人，第二次鸦片战争期间，咸丰帝逃往热河，静澜与随驾到热河的肃顺往来密切。咸丰十一年七月（1861年8月），咸丰帝在热河病死，此后慈禧与奕訢发动祺祥政变，诛杀肃顺。静澜乃离开热河，到北京法华寺当住持。许多文士受到静澜吸引，纷纷来到该寺，或租房寓居，或前来吟诗作文。
同治初年，该寺海棠院内寓居有孙樗（字丹五，昌平人），他在该寺写成了《余墨偶谈》。同治年间，常来该寺的还有北京西山灵光寺住持春明法华长老，他“诗不常作，工草书，得颠、素神髓，都人士以得片楮为屏障辉”。他和静澜往来密切，和孙樗有文字交。孙樗离京赴广西桂林时，春明曾托人赠诗一首：“含毫我不送君诗，恐妨世上诗人嗤。含毫我欲送君诗，又恐海底蛟龙知。戏书一幅送将去，云上万里长相知。”
静澜和崇启（号星槎）关系也很密切。崇启是大学士柏葰的孙子，光绪己丑举人，官至刑部郎中。甲午战争前，续廉（字筱泉，号耻菴）在该寺海棠院邀集八旗名士讲学，日课为古文词及读书，参与者主要有震钧、恩丰（工部员外郎）、光熙（山西知县）、崇启、静澜，当时“颇有清流之目，诸公自居东林人党也”。光绪十五年（1889年）及十六年（1890年）、光绪二十一年（1895年），他们两次集社，特别是光绪二十一年那次最盛。部分汉族京官也参加，如吏部主事洪嘉与、工部主事夏震武等人。震钧还把该寺海棠院的居室题名作“丁嘤馆”。甲午战争清朝失败后，续廉、静澜仍住在法华寺，但这批人士已悄然散去。

### 戊戌风云
光绪二十四年七月二十九日（1898年9月14日），袁世凯（字慰廷）抵达北京，寓居法华寺。徐世昌（字菊人）在当天的日记中写道，当天自己除了拜会张之洞的亲信杨锐、钱恂以外，“又看数友。慰廷到京，住法华寺。往看，至晚遂宿城内。”当时，戊戌变法的要人康有为、谭嗣同都居住在“城外”（即北京内城以外，当时他们居住在宣南地区），康有为住南海会馆，谭嗣同住浏阳会馆。此外，康有为、梁启超在“城内”（即北京内城以内）另有一临时寓所金顶庙，位于东华门外烧酒胡同。法华寺位于东安门外报房胡同，距离金顶庙仅10分钟路程。
光绪二十四年八月初二日，徐世昌在当天日记中写道，“到城内，住法华寺。”本日清早，袁世凯在颐和园向光绪帝谢恩，午后回到法华寺。毕永年记载，当晚七点，康有为称：“袁处有幕友徐世昌者，与吾极交好，吾将令谭、梁、徐三人往袁处明言之，成败在此一举。”袁世凯、徐世昌均住法华寺，正可密商对策。
光绪二十四八月初三日，徐世昌在当天日记中写道，“出城，料理回津。晚又进城。闻有英船进口。”茅海建认为，“出城”很有可能是去城南的南海会馆与康有为等人会晤，“晚又进城”很有可能是陪谭嗣同到法华寺见袁世凯。《康南海自编年谱》称“袁幕府徐菊人亦来”，正和徐世昌日记中的“出城”不谋而合。梁启超《戊戌政变记》称，八月初三日晚谭嗣同赴法华寺访袁世凯，“袁幕府某曰：‘荣贼并非推心待慰帅者。’”这个“袁幕府某”应当就是徐世昌。毕永年记载：“是夜，康、谭、梁一夜未归，盖往袁处明商之矣。”康、梁当时都在北京内城，当晚可能有一人留在金顶庙，另有一人跟随谭嗣同、徐世昌一起去法华寺访袁世凯。
八月初四日，徐世昌“束装而行，上火车，申刻到津。”“出城到梧生宅，束装即行，上火车，申刻到津。”八月初五日“慰廷出京到津。”

### 后世衰落
中华民国时期，法华寺每况愈下。抗日战争爆发前，法华寺由洪涛住持时，西院已变成平民小学（报房胡同小学），海棠院北面的土坡被铲平修成操场。在今多福巷的围墙上开门，作为该小学正门。东院驻扎无线电军队，不少房屋沦为军队马厩。抗日战争时期，洪涛的弟子察密修担任住持，东院的军队撤离后，出租予平民。该寺还开始办理丧事，以增加收入。藏经阁东侧的廊庑是当时停灵之所，后面一块小空地是坟地。
中华人民共和国初期，洪涛的侄女负责该寺的庙产，把平民小学更名为新光小学。新光小学撤去后，原先用作教室的房屋改为居民住房，操场也建起不少住房。海棠院内的海棠因为枯死而被砍伐。1958年，该寺正殿及两边的庑廊也改为居民住房。藏经阁年久失修，也被拆除。1976年受唐山大地震波及，大雄宝殿损坏，拆除后原址重建，毗卢殿也经翻修。1980年代至1990年代，原天王殿及庭院的旧址上兴建了高层楼房。如今，在报房胡同仅存该寺山门（报房胡同103号），在多福巷44号院内，原大雄宝殿地基上存有《德悟和尚行实碑记》。

## 建筑
法华寺东至无量庵胡同，西近王府井大街，北至多福巷（原名豆腐巷），南至报房胡同，占地面积数千平方米。《德悟和尚行实碑记》上称该寺为“东城诸刹冠”。该寺坐北朝南，中路自南至北依次是：
- 山门：坐北朝南，开在报房胡同北侧。
- 天王殿：位于山门正北。
  - 钟楼、鼓楼：位于天王殿前左右两侧
- 大雄宝殿：位于天王殿正北。殿外树立着六通石碑。
- 毗卢殿：位于大雄宝殿正北。
- 观音大悲坛：位于毗卢殿正北。
- 藏经阁：位于观音大悲坛正北，是整座寺院最北的主要建筑。[1]

除了中路之外，法华寺还有东、西两路跨院。东跨院内有膳房及不少小院落。西跨院内也有不少小院落，其中包括海棠院。《天咫偶闻·卷三》记载，“寺之西偏有海棠院。海棠高大逾常，再入则竹影萧骚，一庭净绿。桐风松籁，畅人襟怀，地最幽静。”